# نيمانيا ندوفيتش
نيمانيا ندوفيتش (بالصربية: Немања Недовић) مواليد 16 يونيو 1991 في بلغراد، جمهورية صربيا الاشتراكية، هو لاعب كرة سلة صربي بدأ مسيرته الاحترافية في سنة 2008 حيث تم اختياره من قبل فريق فينيكس صنز خلال الدرافت ويحمل الرقم 16. يبلغ طوله 6 قدم 3 بوصة (1.9 م).

## فرق لعب لها
- ليتوفوس رايتس
- غولدن ستايت ووريورز
- فالنسيا باسكت
- بالونكيستو مالقا

## إحصائيات المسيرة

### الرابطة الوطنية لكرة السلة

#### الموسم الاعتيادي
| السنة   | الفريق              | لعب | بدأ | دقيقة | ميداني% | ثلاثية | حرة  | ارتداد | صنع | استلاب | تصدي | نقطة |
| ------- | ------------------- | --- | --- | ----- | ------- | ------ | ---- | ------ | --- | ------ | ---- | ---- |
| 2013–14 | غولدن ستايت ووريورز | 24  | 0   | 5.9   | .205    | .167   | .875 | .6     | .5  | .0     | .0   | 1.1  |
| المسيرة | المسيرة             | 24  | 0   | 5.9   | .205    | .167   | .875 | .6     | .5  | .0     | .0   | 1.1  |

## روابط خارجية
- نيمانيا ندوفيتش على موقع الاتحاد الدولي لكرة السلة (الإنجليزية)
- نيمانيا ندوفيتش على موقع الدوري الأوروبي لكرة السلة (الإنجليزية)
- نيمانيا ندوفيتش على موقع إن بي أي (الإنجليزية)
- نيمانيا ندوفيتش على موقع سبورتس رفرنس (الإنجليزية)
- نيمانيا ندوفيتش على موقع الدوري الإسباني لكرة السلة (الإسبانية)
- نيمانيا ندوفيتش على موقع كرة السلة الأوروبية.كوم (الإنجليزية)
- نيمانيا ندوفيتش على موقع DraftExpress.com (الإنجليزية)
- نيمانيا ندوفيتش على موقع ريلجم (الإنجليزية)
- نيمانيا ندوفيتش على موقع بروبوليرز (الإنجليزية)
- نيمانيا ندوفيتش على موقع سبورتس رفرنس (الإنجليزية)